# Protojaniroides ficki
Protojaniroides ficki là một loài chân đều trong họ Protojaniridae. Loài này được Chappius & Delamare miêu tả khoa học năm 1957.